# Elijah Blue Allman
Elijah Blue Allman (* 10. Juli 1976 in Beverly Hills, Kalifornien) ist ein US-amerikanischer Sänger und Gitarrist. Er ist der Sohn der Sängerin Cher und des Musikers Gregg Allman.

## Leben
Bereits im Alter von 13 Jahren begleitete Elijah Allman seine Mutter zum ersten Mal auf eine Tournee. Seine erste Gitarre erhielt er von Kiss-Bassist Gene Simmons, mit dem Cher nach der Scheidung von Gregg Allman kurzzeitig liiert war. Am 1. Dezember 2013 heiratete er die deutsch-indische Sängerin Marieangela Angie King. Das Paar trennte sich 2020 und wurde im folgenden Jahr geschieden.
Seine Band Deadsy veröffentlichte im Jahr 1997 das erste Album mit dem Namen Deadsy, welches jedoch nicht im Handel erhältlich war. Zusammen mit seiner Mutter Cher nahm Elijah außerdem eine Cover-Version des Songs Crimson and clover (im Original von Tommy James & the Shondells) auf. 2002 und 2006 folgten zwei weitere Alben, Commencement und Phantasmagore. Des Weiteren wurden drei Lieder Allmans in Filmen benutzt; mehrere Dokumentationen über Cher verwenden Aufnahmen mit ihm.